# 中国建设工程鲁班奖（国家优质工程）

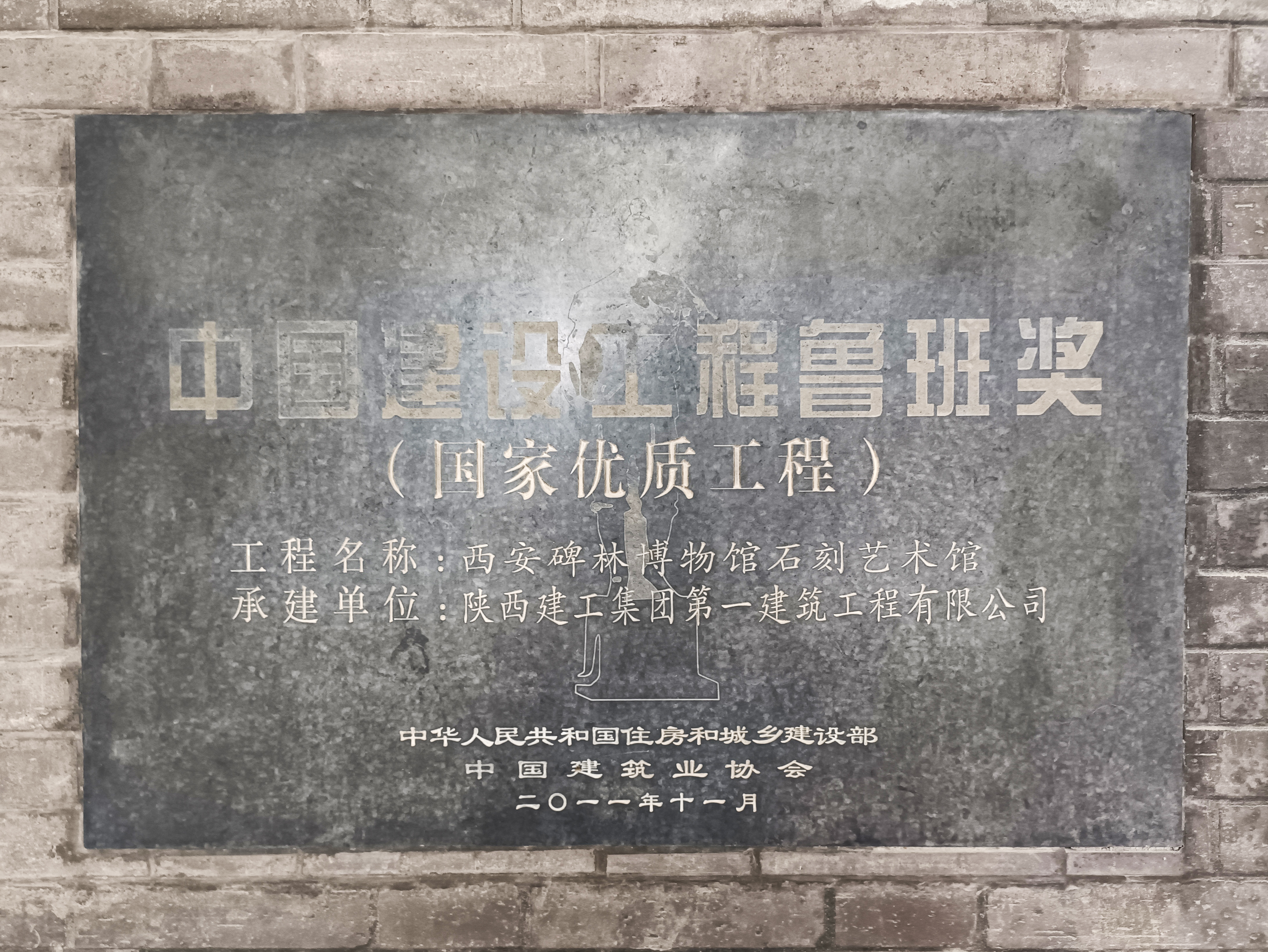
西安碑林博物馆石刻艺术馆的鲁班奖铭牌

中国建设工程鲁班奖（国家优质工程），简称鲁班奖，1996年前称为中国建筑工程鲁班奖，1996至2008年间称中国建筑工程鲁班奖（国家优质工程），创办于1987年，是一项由中华人民共和国住房和城乡建设部指导、中国建筑业协会实施评选的奖项。1996年鲁班奖与建设部评选的“国家优质工程奖”合二为一，称为“中国建筑工程鲁班奖（国家优质工程）”。2008年奖项改名为“中国建设工程鲁班奖（国家优质工程）”。鲁班奖两年评选一次，获奖工程不得超过两百项。依据2013年修订的《中国建设工程鲁班奖（国家优质工程）评选办法》，鲁班奖是中国“建设工程质量的最高奖，工程质量应达到国内领先水平”。评选工程分为住宅工程、公共建筑工程、工业交通水利工程、市政园林工程四个类别。

## 历史
鲁班奖是由中国建筑业联合会于1987年创设的奖项。创设时拟选用的名称有金鸡、金龙、百花、长城、鲁班等六至七个，最后决定用中国古代建筑师鲁班的名字命名，全名为“建筑工程鲁班奖”。1987年11月28日，首届鲁班奖在重庆市颁发，哈尔滨松花江公路大桥等十二项工程获奖。此后，鲁班奖每年颁发一次。1990年北京亚运会结束后，中国建筑业联合会在当年12月29日颁发了“亚运工程特别鲁班奖”。1993年12月，中国建筑业联合会改组为中国建筑业协会，继续主办鲁班奖。1996年，中华人民共和国建设部评选的“国家优质工程奖”与鲁班奖合二为一，即“中国建筑工程鲁班奖（国家优质工程）”。2008年，中国建筑业协会修订了鲁班奖的评选方法，将奖项全名由“中国建筑工程鲁班奖（国家优质工程）”改为“中国建设工程鲁班奖（国家优质工程）”。2010至2011年度起，鲁班奖改为每年评审一次、两年颁发一次。2013年6月20日，中国建筑业协会再次修订鲁班奖评选办法，将鲁班奖改为两年评选一次。

## 参评资格
依据2013年修订的《中国建设工程鲁班奖（国家优质工程）评选办法》，参加鲁班奖评选的工程必须是中华人民共和国境内已建成并已投入使用的新建或扩建工程。曾经参加鲁班奖评选而落选的工程，不得再次参评。参评工程分为住宅工程、公共建筑工程、工业交通水利工程、市政园林工程四类。申报的工程必须满足的条件有：符合法定建设程序，符合中华人民共和国国家工程建设强制性标准，符合省地、节能、环保的相关规定，设计先进合理，已经获得当地或所在行业的最高质量奖；申报的工程已经完成竣工验收备案，使用一年后没有发现质量缺陷和隐患；申报单位没有不诚信行为；工程被列入省（部）级的建筑业新技术应用示范工程或绿色施工示范工程，而且通过验收；积极采用新技术、新工艺、新材料、新设备，至少采用一项国内领先的技术（或者至少使用中华人民共和国建设部发布的“建筑业10项新技术”中的6项）。参与评选的住宅工程的入住率需要达到40%。参评的工业交通水利工程、市政园林工程，其技术指标、经济效益及社会效益应当达到中国同行业的领先水平。

## 评选流程
参与评选鲁班奖的工程，首先由承建单位向所在省、自治区、直辖市建筑业协会或其它有关单位提出申报。申报资料包括工程、申报单位的基本情况，立项批复、承包合同及竣工验收备案等材料，20张数码照片和5分钟的DVD录像等。受理申报的单位审查后，可向中国建筑业协会推荐。中国建筑业协会秘书处对参评的工程进行初审，随后由中国建筑业协会指派复查组进行复查。复查组将听取报告、查阅文件，还会到工程现场检查工程质量。通过复查的工程，将由评审委员会进行评审。评审委员会由21名专家组成，含1名主任委员，2至4名副主任委员。评审委员会经过听取复查组汇报、观看工程录像、审查申报资料、质询评议，最后进行投票评选获得鲁班奖的工程。颁奖大会两年进行一次，获奖单位可以向中国建筑业协会申请颁发鲁班金像。

## 争议
1990年竣工的中国体育博物馆获得了“亚运工程特别鲁班奖”，使用不到15年就成为危房。鉴定结果称，博物馆建筑使用的墙体砂浆与设计不符，达不到强度要求；建筑设计不合理。国家工业建筑诊断与改造工程技术研究中心给出的鉴定建议将此建筑拆除。新闻报道称，这项工程开工较晚，时间仓促，建设之初就出现了诸多问题。但是，这项工程通过了验收，赶在1991年亚运会开幕当天投入使用，并获得了“亚运工程特别鲁班奖”。
2005年鲁班奖获奖工程北京大学生命科学学院新楼自建成后就开始漏水，致使墙面出现裂缝。据称其通风系统也可能存在问题。